# Horisme albostriata
Horisme albostriata is een vlinder uit de familie spanners (Geometridae). De wetenschappelijke naam van deze soort is voor het eerst geldig gepubliceerd in 1907 door Pagenstecher.
De soort komt voor in tropisch Afrika.